# Caso Alejandro Flores
El Caso Alejandro Flores es uno de los crímenes no resueltos más conocidos de la provincia de Córdoba, Argentina, ocurrido en la década de 1990. El caso estuvo marcado por una desaparición infantil, encubrimientos policiales, una investigación tardía y finalmente una condena civil contra el Estado provincial más de tres décadas después.

## Desaparición
El 16 de marzo de 1991, Alejandro Víctor Flores, un niño de cinco años, desapareció en la ciudad de Río Cuarto mientras visitaba a su tía junto a su madre, Rosa Arias, y su hermana menor, Johana, de tres meses. Aquel día caluroso, Alejandro pidió permiso para ir a jugar a la plaza cercana. Minutos más tarde, una tormenta sorpresiva llevó a su madre a enviar a su sobrina con un abrigo para él, pero el niño ya no estaba en la plaza. Comenzó entonces una intensa búsqueda por parte de la familia, sin resultados.

## Investigación

### Búsqueda y falta de respuestas
Durante años, Rosa Arias enfrentó una larga y dolorosa búsqueda, recibiendo llamadas falsas y mensajes crueles. En 1994, incluso viajó a Punta Arenas, Chile, tras una pista falsa. Participó en programas como Gente que busca gente, recibió apoyo de figuras públicas como Moria Casán y llegó a reunirse en 2007 con el ministro de Justicia Alberto Iribarne. Sin embargo, la investigación oficial no mostró avances significativos.

### Testimonios ignorados y encubrimiento
En 1996, un policía denunció que dos colegas que patrullaban la zona el día de la desaparición habían atropellado a un niño, trasladándolo aún con vida a la casa de dos enfermeras, quienes no pudieron salvarlo. Según esta versión, los oficiales no reportaron el hecho y ocultaron el cuerpo. El policía denunciante fue acusado de falso testimonio, apartado de su cargo con una carpeta psiquiátrica, y las enfermeras que quisieron declarar también fueron desplazadas. Se señaló que los dos policías implicados fueron posteriormente ascendidos.

### Hallazgo de los restos
En julio de 2008, Horacio Zorzini, un verdulero del barrio, encontró accidentalmente restos óseos en una acequia mientras recogía un zapallo caído. El hallazgo se produjo a solo 300 metros del lugar donde Alejandro había desaparecido. La autopsia confirmó que se trataba del niño. El cuerpo presentaba fracturas múltiples en cadera, brazos y piernas.

### Investigación judicial y prescripción
En 2009, el fiscal Javier Di Santo imputó por homicidio culposo y encubrimiento a los policías del Comando Radioeléctrico Mario Gaumet y Gustavo Funes, a quienes consideró responsables del atropello y posterior ocultamiento del cuerpo. Sin embargo, la causa fue sobreseída por prescripción.

## Consecuencias

### Fallo de la Corte Suprema
En 2014, la Corte Suprema de Justicia de la Nación Argentina ordenó reabrir la investigación, señalando que debía esclarecerse la muerte del niño y determinar si existieron maniobras para entorpecer el proceso judicial. El fallo subrayó que la extinción de la acción penal no eximía al Estado de su deber de garantizar el derecho de los familiares a conocer la verdad.

### Condena civil al Estado
En agosto de 2023, la Cámara de Apelaciones de Río Cuarto condenó al Estado provincial de Córdoba y a los ex policías Gaumet y Funes a pagar una indemnización de aproximadamente 39 millones de pesos argentinos (unos 274 mil dólares al momento de la sentencia) a la família de Alejandro Flores por daño moral y pérdida de chance de saber la verdad.